# Houstonia wrightii
Houstonia wrightii là một loài thực vật có hoa trong họ Thiến thảo. Loài này được A.Gray mô tả khoa học đầu tiên năm 1882.